# Honey Creek (Iowa)
Honey Creek es un área no incorporada en el Condado de Pottawattamie, Iowa, Estados Unidos. Su altituld es de 1,014 pies (309 metros). A pesar de no estar incorporada, tiene una oficina de correos, con el Código ZIP 51542.